# Rotting Christ
Rotting Christ je grčki melodični black metal sastav osnovan 1987. te se smatra prvim black metal sastavom u regiji.

## Članovi sastava
Sadašnja postava
- Themis Tolis - bubnjevi (1987.-)
- Sakis Tolis - gitara, vokali (1987.-), klavijature (2004.-)

Bivši članovi
- Jim "Mutilator" Patsouris - bas-gitara (1988. – 1996.)
- Magus Wampyr Daoloth - klavijature, prateći vokali (1991. – 1994.)
- Kostas Vassilakopoulos - gitara (1997. – 2004.)
- Panayiotis - klavijature (1997.)
- George Tolias - klavijature (1998. – 2004.)
- Andreas Lagios - bas-gitara (1996. – 2012.)
- Giorgos Bokos - gitara (2006. – 2012.)

## Diskografija
Studijski albumi
- Thy Mighty Contract (1993.)
- Non Serviam (1994.)
- Triarchy of the Lost Lovers (1996.)
- A Dead Poem (1997.)
- Sleep of the Angels (1999.)
- Khronos (2000.)
- Genesis (2002.)
- Sanctus Diavolos (2004.)
- Theogonia (2007.)
- Aealo (2010.)
- Κατά τον δαίμονα εαυτού (2013.)
- Rituals (2016.)
- The Heretics (2019.)
- Pro Xristoy (2024.)

EP-ovi
- Passage to Arcturo (1991.)
- Der perfekte Traum (1999.)
- Promo 1995[1] (2013.)

Koncertni albumi
- Lucifer over Athens (2015.)

Split albumi
- The Other Side of Life (1989.)
- Rotting Christ / Monumentum (1991.)

Demo uradci
- Leprosy of Death (1988.)
- Decline's Return (1989.)
- Satanas Tedeum (1989.)
- Ade's Winds (1992.)

## Vanjske poveznice
- Službena stranica